# Magnus Karlsson (speedwayförare)
För andra betydelser, se Magnus Karlsson.
Magnus "MK" Karlsson, född 28 december 1981 i Gullspång, är en svensk speedwayförare. Han har kört för klubbarna Solkatterna, Elit Vetlanda, Dackarna (till 2016) och Lejonen (från 2017).
Magnus Karlsson är bror till speedwayförarna Peter Karlsson och Mikael Max.